# Arie de Geus (1788-1849)
Arie de Geus (Werkendam 25 oktober 1788 - Den Bosch 13 september 1849) was een waterbouwkundig ingenieur. Hij begon als landmeter en opzichter onder Christiaan Brunings, werd Directeur-Generaal van de bruggen en wegen in Den Bosch en werkte vervolgens als hoofdingenieur van de provincie Noord-Brabant. Hij werkte mee aan het Aardrijkskundig woordenboek der Nederlanden van A.J.van der Aa. 

## Opleiding en begin van zijn carrière
De Geus had en goede aanleg voor wiskunde en ging na in 1806 het examen landmeter gehaald te hebben op zoek naar een baan, maar er was geen vaste baan beschikbaar. Hij werd daarom door de inspecteur van het 8e district (Christiaan Brunings) ingezet voor het opmeten van de Lek en het maken van een kaart van de Baardwijkse Overlaat. Omdat hij dit heel goed deed kreeg  hij op 31 maart 1808 een beloning van koning Lodewijk Napoleon. Hij had inmiddels een baan bij de verponding (de grondbelastingdienst) gekregen. In december 1809 werd hem gevraagd om assistent-landmeter bij de rivieren onder Christaan Brunings te worden. Maar zijn toenmalige chef bij de verponding weigerde hem ontslag te geven. Desondanks werd hij in maart 1810 benoemd tot landmeter bij het kadaster en tot conducteur (opzichter) bij de ‘ponts et chaussées’ (het land bezuiden de Waal was toen door Napoleon geannexeerd, vandaar de Franse namen). Hij kwam toen weer onder Brunings, wat een uitstekende chef was. Hij werd bij besluit van de staatsraad, directeur-generaal der bruggen en wegen, graaf Mathieu Molé, met ingang van 1 januari 1812 belast met de dienst der polders in het departement Bouches de la Meuse.  Hij kreeg daarvoor een jaarlijkse toelage van fr. 1200. 
Het is verwonderlijk dat vergelijkbare functionarissen in Nederland ten noorden van de Maas en Rijn tot ingenieur benoemd werden, en in Brabant en Zeeland niemand, dus ook de getalenteerde De Geus niet. Volgens Ramaer was de reden daarvoor dat de Nederlandse waterstaat onder een bijzondere chef stond, de rekestmeester van den Houte, die de voorstellen voor deze bevorderingen deed. En hij had geen bemoeienis met de voor juli 1810 geannexeerde delen van Nederland. Conrad Ludwig Brunings, hoofdingenieur in Brabant en een broer van bovengenoemde Christiaan Brunings, benoemde hem in 1814  tot conducteur 1e klasse werd, met als taak arrondissement-ingenieur in 's Hertogenbosch. Brunings overleed in 1816 plotseling aan een beroerte, en toen heeft De Geus enige tijd zijn functie waargenomen.  

## Het arrondissement Breda
In 1817 werd hij ingenieur 2e klasse met standplaats Breda. Hij bleef hier25 jaar. Hij heeft in 1821 en 1822 de Steenbergse Vliet door twee sluizen, het Steenbergse en het Rozendaalse Sas, afgedamd, en van 1828 tot 1829 de afdamming van de Dintel bij Dintelsas uitgevoerd. Dit werk was door de ingenieur J. Sabrier in 1807 en 1808 ook al uitgevoerd, maar dat gehele werk was bij de storm van 8 februari 1810 vernield. Vanaf 1823 viel het provinciale werk niet meer onder hem, maar er bleef genoeg belangrijk werk in het arrondissement over. 
In 1830 en 1831 werden onder beheer van de Geus in verband met den Belgische Opstand verscheidene inundaties gesteld; er wordt van hem getuigd, dat hij daarbij de belangen van de grondeigenaren zoveel mogelijk met die van de landsverdediging heeft gecombineerd. Van 1839 tot 1842 heeft hij met zijn ambtgenoot, de provincialen ingenieur van Rappard, een opneming van alle Noord-Brabantse polders uitgevoerd, en de uitkomsten van deze opneming zijn door hem in 1843 gepubliceerd. 
Op 1 oktober 1842 werd de Geus benoemd tot hoofdingenieur en kreeg hij de provincie Noord-Brabant als dienstkring toegewezen, waardoor hij naar  's-Hertogenbosch verhuisde. Hier verzorgde hij de uitgave van een studie van zijn overleden zwager Kretschmer over waterweeg- en waterloopkunde. Na zijn dood werd een ontwerp van hem voor een afleidingskanaal van de Maas bij Grave naar Geertruidenberg uitgegeven. 
De Geus had een grote geschiedkundige speurzin. Daardoor zijn veel bijzonderheden met betrekking tot de waterstaat van Noord-Brabant bewaard. Hij was medewerker aan het Aardrijkskundig woordenboek van Van der Aa, en heeft daarin een groot aantal artikelen geschreven.

## Privéleven
Hij trouwde op 29 juli 1812 met Elisabetha Johanna Kretschmer, die 28 mei 1864 overleed en bij wie hij 9 kinderen had, waarvan 6 jong stierven. Een zoon werd volwassen, G.A. De Geus, die opzichter van Rijnland werd en o.a. bij de droogmaking van het Haarlemmermeer en bij den aanleg der spoorweglijn Amsterdam - Haarlem gewerkte heeft.
- Biografisch Portaal: 07251768
- Digitale Bibliotheek voor de Nederlandse Letteren: geus003
- International Standard Name Identifier: 0000 0003 8706 3735
- Nederlandse Thesaurus van Auteursnamen: 068357206
- Virtual International Authority File: 279899098